# Corning (Kansas)
Corning es una ciudad ubicada en el de condado de Nemaha en el estado estadounidense de Kansas. En el año 2010 tenía una población de 157 habitantes y una densidad poblacional de 224,29 personas por km².

## Geografía
Corning se encuentra ubicada en las coordenadas 39°39′23″N 96°1′49″O / 39.65639, -96.03028 (39.656418, -96.030344).

## Demografía
Según la Oficina del Censo en 2000 los ingresos medios por hogar en la localidad eran de $27,250 y los ingresos medios por familia eran $32,500. Los hombres tenían unos ingresos medios de $26,250 frente a los $17,083 para las mujeres. La renta per cápita para la localidad era de $10,135. Alrededor del 10.2% de la población estaban por debajo del umbral de pobreza.